# Mji Mkuu
Mji Mkuu è una circoscrizione urbana (urban ward) della Tanzania situata nel distretto urbano di Morogoro, regione di Morogoro. Conta una popolazione di 4 612 abitanti (censimento 2012).